# Hendrik Bibault
 (mai 2012).
Si vous disposez d'ouvrages ou d'articles de référence ou si vous connaissez des sites web de qualité traitant du thème abordé ici, merci de compléter l'article en donnant les références utiles à sa vérifiabilité et en les liant à la section « Notes et références ».
Hendrik Bibault (s'écrit aussi Biebouw), né le 28 mai 1690 et mort le 20 mars 1719 à Batavia, était un fils de fermier néerlandais, établi dans la colonie du Cap et le premier natif blanc de la colonie connu pour s'être revendiqué comme africain (Afrikaner) et non comme un européen.

## Biographie
Hendrik Bibault était le fils de Dietlof Biebouw (né vers 1650 et mort en 1695), un fermier natif du Mecklembourg, installé dans ce qui allait devenir officiellement en 1691 la Colonie du Cap en Afrique du Sud, et de Willemijntjie Andriaanse (v.1650-v.1727), sa seconde épouse avec qui il s'était marié en 1688 et eu 4 enfants.
En mars 1707, Hendrik Bibault fut le premier fils de colon d'origine européenne à se revendiquer dans la colonie comme étant un Afrikaner en déclarant : « Ik been een Afrikaander ! » (« Je suis un Afrikaner »).
Apprenti maçon, Hendrik Bibault n'a qu'à peine 17 ans quand le 6 mars 1707, il est arrêté pour scandale public et condamné au fouet. Il refuse de se soumettre à l'autorité du Landrost (bourgmestre) de Stellenbosch, revendiquant son africanité (« afrikaner » en néerlandais) et ne plus être soumis aux lois venues d'Europe et il ajouta même : « Peu importe que le Landrost me condamne au fouet, je ne me tairai pas ».
En 1712, il aurait été l'un des rescapés du naufrage d'un navire de la compagnie néerlandaise des Indes orientales, le Zuytdorp, sur la côte ouest de l'Australie.
En 1716, il aurait été envoyé à Batavia à bord du Zandeburg où, peut-être atteint d'une maladie génétique (porphyria variegata), il décède en 1719 à l'âge de 28 ans. Hendrik Bibault n'a a priori pas eu de descendance.